# Monty Hall
Monty Hall (nacido Monte Halparin, 25 de agosto de 1921 - 30 de septiembre de 2017) fue un presentador de programas de televisión, productor y filántropo canadiense-estadounidense.
Hall es ampliamente conocido por haber sido el anfitrión de más larga duración de la serie original Trato hecho (Let's Make a Deal) y por el acertijo que lleva su nombre, "el problema de Monty Hall".

## Primeros años

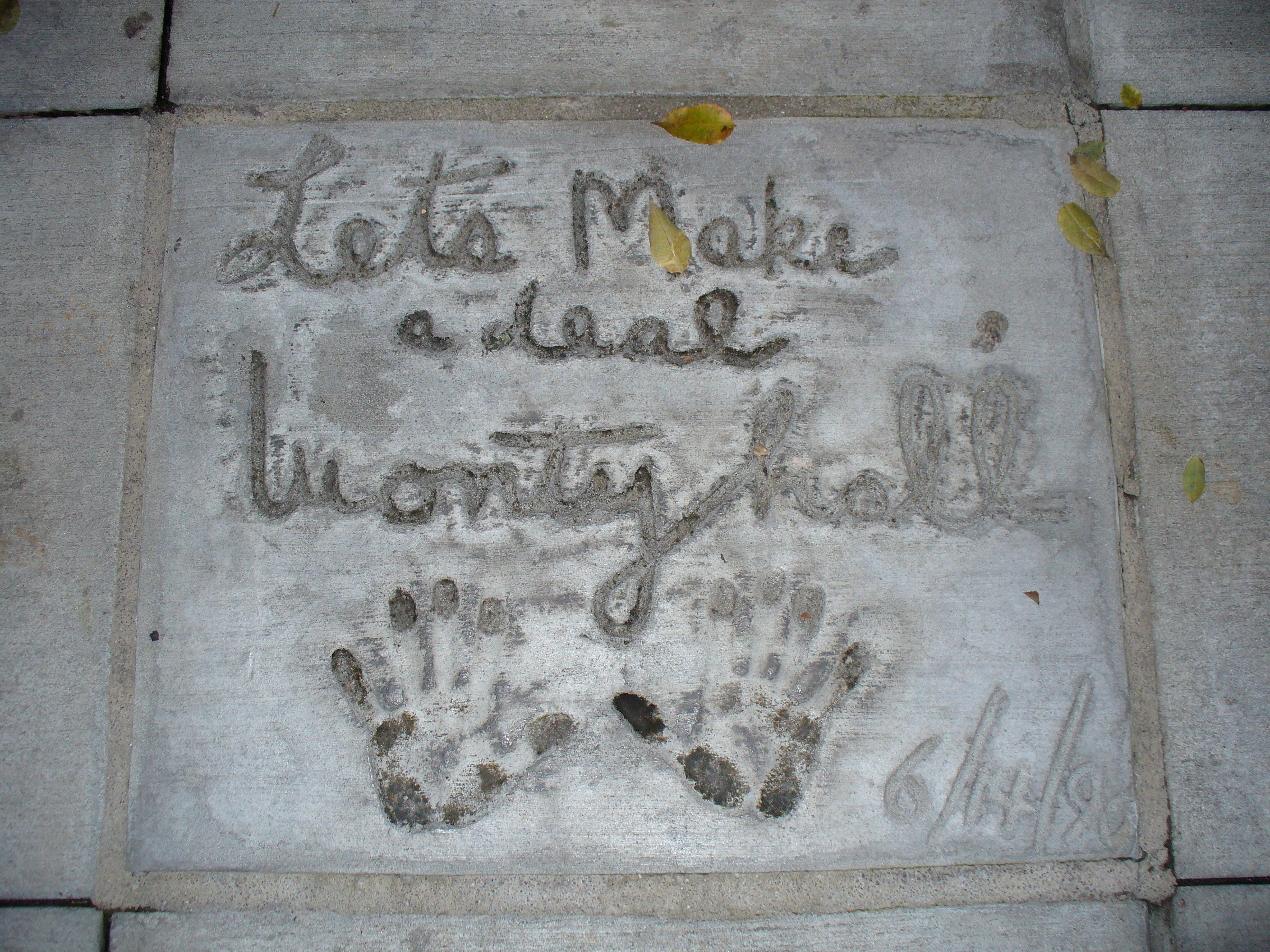
Las huellas de las manos de Hall en frente del Anfiteatro Hollywood Hills de Walt Disney World Hollywood Studios del parque temático Disney

Hall nació como Monte Halparin en Winnipeg, Manitoba, el 25 de agosto de 1921, de padres judíos ortodoxos: Maurice Harvey Halparin, que era dueño de un matadero, y Rose (née Rusen). Se crio en el extremo norte de Winnipeg, donde asistió a la escuela Lord Selkirk (Elmwood, Winnipeg) y, más tarde, a la preparatoria St. John's. Hall se graduó con un título de Bachelor of Science de la Universidad de Manitoba, donde se especializó en química y zoología. Tenía la esperanza de ir a la escuela de medicina, pero no fue admitido debido a las cuotas secretas que restringen el número de estudiantes judíos admitidos.

## Carrera
El primer trabajo de radio de Hall fue trabajar para la radio CKRC en Winnipeg cuando aún era estudiante. Trabajó brevemente para el Canadian Wheat Board después de graduarse antes de decidir dedicarse a una carrera de tiempo completo en la radiodifusión. Se mudó a Toronto en el año de 1946 y encontró un trabajo en la estación de radio CHUM, donde la gerencia acortó su nombre a Hall y escribió mal su nombre como "Monty" en vallas publicitarias, dándole el nombre artístico "Monty Hall". Durante la década siguiente, organizó y produjo varios programas para estaciones de radio en Toronto, así como Who Am I? en la CFRB, que se distribuyó a nivel nacional en Canadá a través de la sindicación privada hasta el año de 1959. También tuvo varios programas de corta duración en la cadena de televisión CBC después de su lanzamiento en 1952, pero cuando fueron cancelados y otro programa que había concebido le fue arrebatado, Hall decidió que no tenía futuro en la televisión canadiense.
Hall se trasladó a la ciudad de Nueva York en 1955, intentando entrar en la radiodifusión estadounidense, pero se trasladaba a Toronto varias veces al mes para grabar episodios de Who Am I?. En Nueva York, Hall organizó espectáculos de juegos como Bingo at Home en WABD-TV y espectáculos con invitados más establecidos como Strike It Rich en la CBS y Twenty-One en NBC. Fue el anfitrión/intérprete de dos programas de televisión locales para niños en la ciudad de Nueva York, Cowboy Theatre para WRCA (Canal 4) en 1956 y Fun In the Morning para WNEW (Canal 5) a principios de la década de 1960. De 1956 a 1960, junto con el periodista de la NBC Radio Morgan Beatty, Hall coorganizó el segmento de la noche del sábado del programa de fin de semana de NBC Radio Network Monitor desde las 8 p. m. hasta la medianoche (EST). Se sabe que existen al menos dos grabaciones de Hall on Monitor.
Hall fue un analista de radio para los Rangers de Nueva York de la Liga Nacional de Hockey durante la temporada 1959-1960.
Sucedió a Jack Narz como anfitrión de un programa de juegos llamado Video Village, que se desarrolló entre los años 1960 y 1962 en la CBS. De 1961 a 1962, Hall organizó su serie derivada, Video Village Junior, que presentaba a niños. Después de mudarse al sur de California, Hall se convirtió en el presentador del programa Trato hecho (Let's Make a Deal), que desarrolló y produjo con su compañero Stefan Hatos. Trato hecho fue transmitido en la NBC durante el día desde el 30 de diciembre de 1963 hasta el 27 de diciembre de 1968, y en horario diurno lo hizo la ABC desde el 30 de diciembre de 1968 hasta el 9 de julio de 1976, junto con dos sesiones de horario estelar. Se emitió en sindicación desde 1971 a 1977, de 1980 a 1981, de 1984 a 1986, y nuevamente en la NBC brevemente desde 1990 a 1991, con Hall reemplazando a Bob Hilton, que había sido despedido. Fue productor o productor ejecutivo del programa en la mayoría de sus carreras. Durante la ejecución inicial de la serie, Hall apareció junto a la modelo Carol Merrill y el locutor Jay Stewart.
Además de Trato hecho, el juego Split Second, que originalmente funcionó en la ABC de 1972 a 1975 con Tom Kennedy como anfitrión, y nuevamente en sindicación en el año 1987 con Hall como anfitrión de esa versión, fue el único otro programa exitoso de las producciones Hatos-Hall. Otros espectáculos de juegos de la compañía de producción de Hatos y Hall incluyeron Cartas en cadena en el año 1966; un renacimiento de la venerable prueba de panel de la década de 1950, Masquerade Party en 1974; Tres por el dinero en 1975; Anybody's Guess en 1977, que reunió al locutor de Trato hecho Jay Stewart con Hall, quien también fue el presentador del programa, y The Joke's on Us, de Canadá, en 1983.Hall participó como presentador invitado en varios espectáculos durante el día, mientras que Trato hecho estuvo en la NBC, especialmente What's ¿is sing? y PDQ.
En 1979, Hall estuvo en el único programa de juegos que no produjo, Goodson-Todman 's All-New. Apareció como él mismo en el episodio "The Promise Ring" del espectáculo That '70s en el año 2001. Interpretó al anfitrión de un concurso de belleza que planeó convertirse en "el presentador de juegos más poderoso del mundo" en la serie animada de Disney Jake Long: El dragón occidental. Apareció en GSN Live el 14 de marzo de 2008 y organizó un juego de Trato hecho para Good Morning America el 18 de agosto de 2008, como parte de la semana Game Game Reunion.
En el verano de 2009, la CBS anunció que estaba reviviendo Trato hecho en su horario diurno. El espectáculo se estrenó el 5 de octubre de 2009, con Wayne Brady como anfitrión. A Hall se le acredita como "Consultor creativo" y como cocreador del formato (con Stefan Hatos), con Hatos/Hall Productions acreditada como coproductora (con FremantleMedia).

## Filantropía
Pasó gran parte de sus días posteriores a Trato hecho hecho involucrado en labores filantrópicas. Su familia explicaba que siempre iba a teletones y que durante su vida ayudó a recaudar cerca de mil millones de dólares para la caridad. Hall fue reiteradamente honrado por sus esfuerzos caritativos. Los pabellones del Hospital Mount Sinai en Toronto y el Hospital Universitario Hahnemann en Filadelfia reciben el nombre en su honor.

## Honores

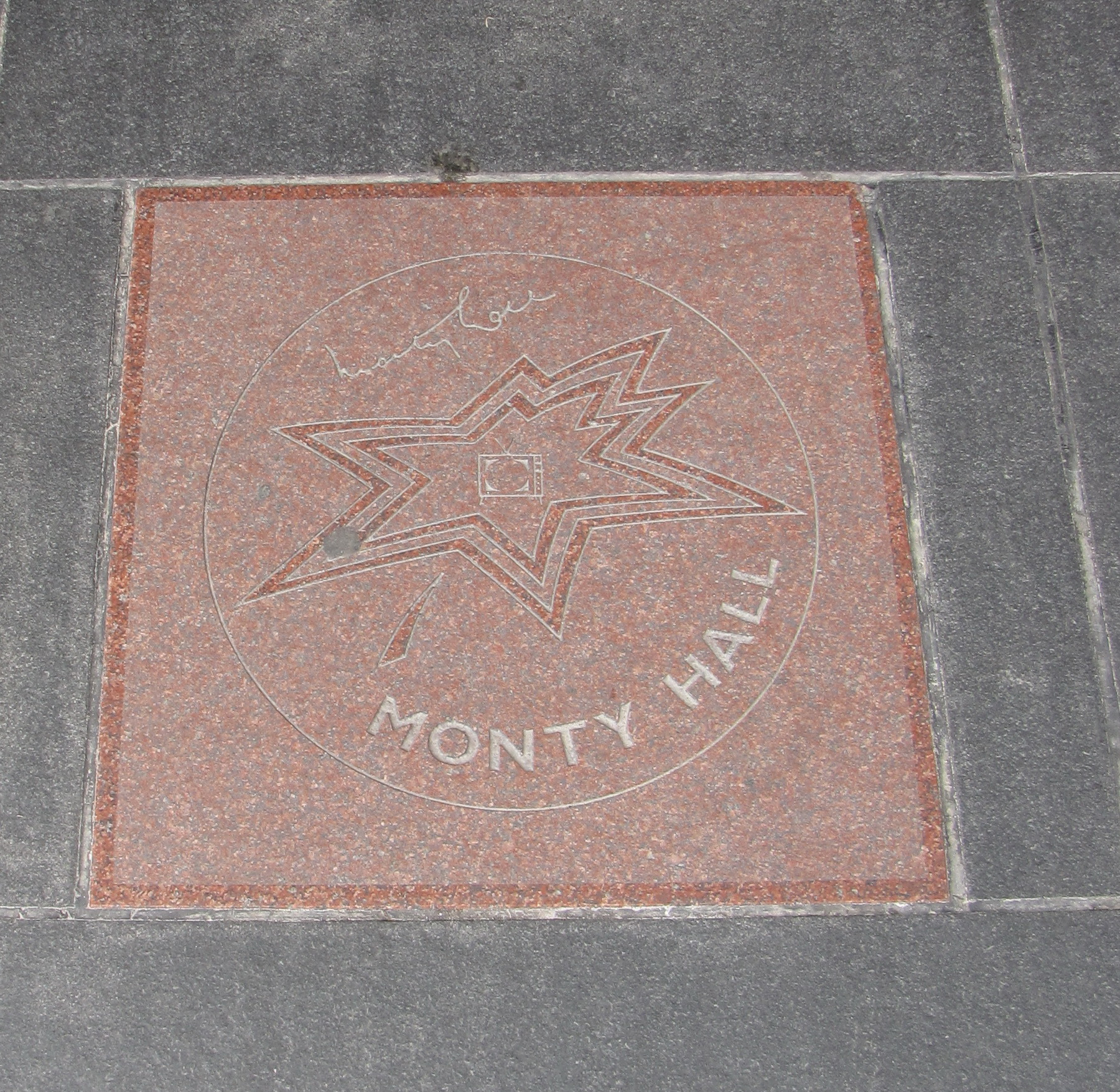
La estrella de Hall en el Paseo de la fama de Canadá

Hall recibió una estrella en el Paseo de la Fama de Hollywood el 24 de agosto de 1973; una Golden Palm Star en Palm Springs, California; el paseo de las estrellas en 2000, y en 2002 fue incluido en el Paseo de la Fama de Canadá.
Hall es uno de los tres presentadores de juegos, junto con Alex Trebek y Howie Mandel, en los Paseos de la fama de Hollywood y Canadá. En mayo de 1988, Su Excelencia el Gobernador General de Canadá lo nombró Oficial de la prestigiosa Orden de Canadá por su labor humanitaria en Canadá y otras naciones del mundo.En 2003, Su Señoría el Teniente Gobernador de Manitoba lo nombró miembro de la Orden de Manitoba.
Recibió el premio Ralph Edwards Service Award en el año 2005 del espectáculo de juegos Congress, en reconocimiento al trabajo que el maestro de ceremonias realizó para la caridad a través de los años. El 13 de octubre de 2007, Hall fue uno de los primeros en ingresar al American TV Game espectáculo del paseo de la fama en Las Vegas, Nevada. Y en 2013 recibió en el Lifetime Achievement Award un Daytime Emmy Awards.

## Vida personal
El 28 de septiembre de 1947, Hall se casó con su prima lejana Marilyn Doreen Plottel (17 de mayo de 1927–5 de junio de 2017); los dos habían sido presentados por un primo mutuo, Norman Shnier, el año anterior.Más tarde se convirtieron en ciudadanos de los Estados Unidos.Tuvieron tres hijos: la actriz ganadora del Premio Tony Joanna Gleason; Sharon Hall Kessler, presidente de Endemol Shine Studios; y Richard Hall, ganador del premio Emmy como productor de televisión. Monty y Marilyn vivieron en Beverly Hills, California, desde el año 1962 hasta su muerte; Marilyn falleció antes de su marido por cuatro meses.

### Muerte
Hall murió de insuficiencia cardíaca el 30 de septiembre de 2017 en su casa de Beverly Hills a la edad de 96 años.Fue enterrado en el cementerio Hillside Memorial Park el 3 de octubre del mismo año.

## "El Problema de Monty Hall"
El nombre de Hall se usa en un rompecabezas de probabilidad conocido como el "problema de Monty Hall". El nombre fue concebido por el estadístico Steve Selvin, quien usó el título para describir un problema de probabilidad para la Scientific American en 1975 basado en uno de los juegos de Trato hecho, y adquirió más popularidad cuando se presentó en la columna semanal de Marilyn vos Savant en 1990.
Un anfitrión (Monty) proporciona a un jugador tres puertas, una contiene un premio valioso y las otras dos contienen un premio "mordaza" sin valor. Al concursante se le ofrece la opción de elegir una de las puertas sin tener conocimiento del contenido detrás de ellas. Monty, que sabe qué puerta tiene el premio, abre una puerta que el jugador no seleccionó que tiene un premio de mordaza, y luego le ofrece al jugador la opción de cambiar su elección a la otra puerta restante. El problema de probabilidad surge al preguntarnos si el jugador debería cambiar de puerta sin conocer lo que contiene.
Matemáticamente, el problema muestra que un jugador que cambia a la otra puerta tiene una probabilidad de 2/3 de ganar en condiciones estándar, pero esto es un efecto contrario a la intuición de cambiar la elección de las puertas, y el problema ganó mucha atención debido a las opiniones contrapuestas que siguieron a la publicación de Savant, pues muchos afirmaban que la probabilidad de ganar había caído a la mitad si uno cambiaba de puerta. Varias otras soluciones son posibles si la configuración del problema está fuera de las "condiciones estándar" definidas por vos Savant: que el anfitrión seleccione por igual una de las dos puertas del gag si el jugador eligió el premio ganador, y la oferta del interruptor siempre se presenta.
Hall dio una explicación de la solución a ese problema en una entrevista con el periodista del New York Times John Tierney en el año 1991.En el artículo, Hall señaló que debido a que tenía control sobre la forma en que progresaba el juego, jugando con la psicología del concursante, la solución teórica no se aplicó al juego real del programa. Dijo que no estaba sorprendido por la insistencia de los expertos en que la probabilidad era de 1 en 2. "Esa es la misma suposición que los concursantes harían en el programa después de que les mostrara que no había nada detrás de una puerta", dijo. "Pensaban que las probabilidades en su puerta habían subido a 1 en 2, por lo que odiaban dejar la puerta sin importar cuánto dinero ofreciera. Al abrir esa puerta, estábamos presionando. El tratamiento de Henry James, fue "The Turn of the Screw". Hall aclaró que, como presentador de un juego, no estaba obligado a seguir las reglas del acertijo como explica a menudo Marilyn vos Savant en su columna semanal en Parade, y no siempre tenía que permitir que la persona tuviese la oportunidad de cambiar. Por ejemplo, podría abrir su puerta inmediatamente si fuera una puerta perdedora y ofrecerles dinero para no cambiar a una puerta ganadora, o solo les podría dar la oportunidad de cambiar si tenía una puerta ganadora. "Si se requiere que el anfitrión abra una puerta todo el tiempo y ofrezca un interruptor, entonces el concursante debe tomar el interruptor", dijo. "Pero si tiene la opción de permitir un cambio o no, hay que tener cuidado, Caveat Emptor, todo depende de su estado de ánimo".
El problema de Monty Hall fue mencionado en un episodio de la primera temporada del drama televisivo NUMB3RS, en la película 21 del año 2008, y en la novela El incidente curioso del perro en la noche. En el libro The World's 200 Hardest Brainteasers, de Gary Gruber, se presenta una explicación detallada y los fundamentos de la solución a este problema.En 2011, el problema se exhibió en un episodio del espectáculo de los Cazadores de Mitos.